# Solitarius schaumi
Solitarius schaumi is een keversoort uit de familie Discolomatidae. De wetenschappelijke naam van de soort is voor het eerst geldig gepubliceerd in 1943 door John.